# Falange (militare)

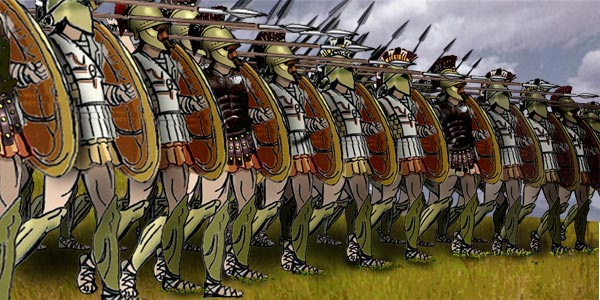
Ricostruzione della falange oplitica greca. In realtà l'equipaggiamento dei soldati non era uniforme, tranne che a Sparta, dato che ognuno doveva procurarsi da solo le armi e decorarle

La falange è un'antica formazione di combattimento composta da fanteria pesante i cui soldati sono armati di lance o picche, scudi e spade.
Tipica del mondo greco ed ellenistico, venne adottata anche da altri popoli che ne modificarono le caratteristiche e le funzioni fino all'epoca rinascimentale, dove con l'avvento delle armi da fuoco perse di importanza.
Certo è che la compattezza della falange greca venne utilizzata negli eserciti mercenari fin dai tempi del faraone Psammetico I. Successivamente, però, essa subì numerose modifiche, fra cui la più popolare fu quella che generò la falange macedone.

## Origini
La più antica rappresentazione di una formazione di una falange si trova in una stele sumera (Stele degli avvoltoi), dove le truppe di Lagash sono armate con lance, elmi e larghi scudi che coprivano tutto il corpo. 

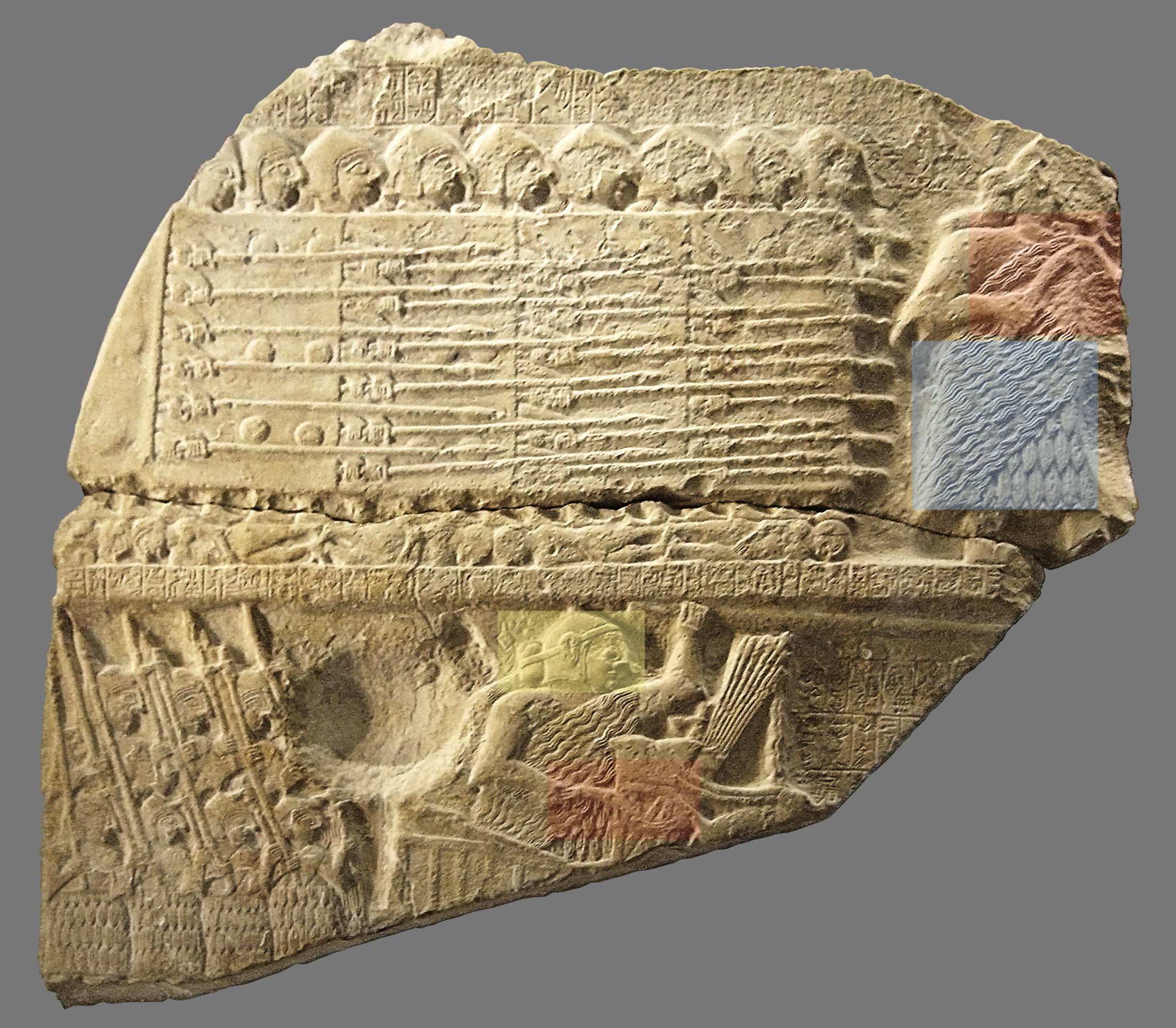
Frammento della Stele degli avvoltoi con evidenziati in rosso le harpai, un tipo di arma, in giallo il copricapo reale ed in azzurro il kaunakes, un abito abito

Anche la fanteria egizia utilizzò questa tattica. 
Tuttavia, gli storici non sono riusciti ad accordarsi se esista o meno correlazione tra la formazione greca e questi esempi precedenti.

## Falange greca
Molti storici datano la nascita della falange greca all'VIII secolo a.C., anche se secondo altri la datazione andrebbe posticipata al VII secolo a.C., periodo nel quale secondo il poeta spartano Tirteo, si preferisce l'utilizzo di formazioni coese a scapito delle gesta eroiche dei singoli. È la città di Argo a introdurre questa innovazione tattica e ad armare i suoi uomini con aspis argivo, definito hoplon.
L'hoplon divenne la caratteristica principale delle unità militari greche di fanteria pesante, i cui componenti vennero così chiamati opliti.
Le truppe venivano addestrate per avanzare in formazione allineata, creando un'impenetrabile foresta frontale di lance, difesa da un muro di scudi che coprivano le parti più vulnerabili del corpo anche se il rischio di venire colpiti era sempre presente.
La falange greca tradizionale era disposta su due file di opliti, armati con lance (dory) e spade (xiphos), indossavano un elmo (kranos), un'armatura di lino pressato o di bronzo che non proteggeva l'inguine e le cosce, e gli schinieri. 
Questo corredo da combattimento era chiamato panoplia e, ad eccezione che per gli spartiati, variava da soldato a soldato, poiché gli opliti si dovevano procurare autonomamente l'equipaggiamento e avevano quindi una certa libertà di personalizzazione nello stesso.
La falange tendeva a spostarsi verso destra durante le marce e questo era dovuto alla tendenza dei soldati di coprire il proprio corpo con lo scudo di chi era posto alla propria destra. Questo modo di avanzare poteva risultare pericoloso poiché permetteva ai nemici di accerchiarli sul fianco sinistro, e fu anche per questo che solitamente gli uomini migliori e maggiormente esperti venivano posti sul fianco destro della falange, divenuto così posto d'onore.
Senofonte ci mette a conoscenza del fatto che i più esperti venissero posti invece in prima linea e nelle retrovie per mantenere l'ordine della formazione.
I giorni che precedevano lo scontro venivano scanditi dalle urgenze religiose, con i sacrifici mattutini, compiuti insieme allo stato maggiore da re, strateghi o beotarchi che fossero; seguiva il primo pasto della giornata, detto ariston, la trasmissione della parola d'ordine e gli ordini per la giornata.
Ad Atene l'attendente dell'oplita veniva chiamato portatore di bagagli, skenophoros, e di solito era un parente giovane dello stesso al fine di fare esperienza di guerra.
La dieta attica verteva di sale aromatizzato con il timo, cipolle, pesce salato in foglie di fico, il tutto conservato in un paniere di vimini detto gylios; era poi indispensabile uno spiedo dove arrostire la carne fresca acquisita con la paga fornita dalla città già dal 462 a.C.
Quando due falangi oplitiche si affrontavano, le due formazioni prediligevano un terreno piatto e libero da alberi, adatto per mantenere la formazione unita e compatta (un terreno più accidentato invece rendeva gli opliti più vulnerabili). Esse si avvicinavano al passo, cantando il peana di guerra e giunte a uno stadio di distanza, allo squillo di tromba si caricavano a vicenda. Vi era uno scontro tra prime linee in cui ognuna delle due formazioni spingeva contro gli scudi dell'altra e intanto cercava di fare affondi di lancia.
Lo scontro fra falangi oplitiche era in pratica essenzialmente uno scontro d'attrito e pressione. Le due schiere opposte di opliti facevano affidamento sulla propria forza di spinta, facendo perno sui loro larghi scudi (i quali contemporaneamente proteggevano il corpo da spade o lance) e soprattutto sulla compattezza della formazione, più che su di uno scontro corpo a corpo "libero" come nella tradizione più arcaica.
Non contavano le gesta individuali del singolo soldato, ciascuno era subordinato al gruppo e si ragionava in termini di reggimento e unità. Questo proprio per mantenere il più possibile unita la formazione: infatti era necessario che i soldati rimanessero coesi formando un muro di scudi, altrimenti un punto vulnerabile avrebbe potuto mettere a repentaglio l'intero gruppo. Una falange scompaginata e disunita era facile bersaglio per cavalleria (detta hippikon) e fanteria leggera (toxotes e peltasti). Ma in condizioni in cui i fianchi erano protetti e il fronte compatto, la falange si rivelava micidiale, soprattutto per le cariche di cavalleria.
Solitamente durante l'impatto fra falangi non c'erano molte vittime, che sopraggiungevano in quantità invece quando uno dei due eserciti entrava in rotta, generando a quel punto le reali uccisioni. La prima delle due formazioni che si rompeva, infatti, causava lo scompaginamento dell'intero schieramento e la fine della battaglia.
Finito lo scontro avveniva la spogliazione dei morti da parte dei vincitori; panoplie e valori facevano parte del bottino, poi venivano permesse le esequie ai vinti.
Battaglie contro soldati non inquadrati nella falange oplitica vedevano invece il nemico costretto a far i conti contro le lance puntate, rischiando di finire trafitto, o contro la solidità del muro di scudi, che poteva così avanzare e schiacciarlo.
L'arte ossidionale non era molto diffusa: sebbene già esistessero arieti e scale d'assalto, si preferiva prendere le città per fame. È per questo motivo che si preferiva entrare in guerra durante il periodo del raccolto di frumento.
La falange oplitica aveva funzione offensiva ed era alla base della forza e supremazia militare di Sparta; ebbe fama di imbattibilità fino alla battaglia di Leuttra (371 a.C.), quando fu travolta dalla falange obliqua tebana adottata da Epaminonda, mentre alcune riforme del generale Ificrate misero in luce alcune debolezze tattiche degli opliti.
Il più famoso esempio sul campo di una falange oplitica è dato dalla Battaglia delle Termopili, in cui secondo la tradizione 300 spartani guidati da Leonida assieme a diversi contingenti alleati (circa 5100, secondo lo storico Erodoto) riuscirono a tenere testa ad un esercito di migliaia di persiani prima di soccombere. Per via del ristretto spazio in cui erano posizionati, nelle Termopili gli opliti riuscirono a reggere con efficacia l'urto frontale dei soldati nemici e a spingerli via, uccidendone molti soprattutto per calpestamento o per "compressione" (di coloro i quali, presi dal panico per non esser riusciti a sfondare il muro di scudi, cercavano di fuggire dalla falange, ma si ritrovavano i compagni che invece stavano caricando).

### Falange Spartana
- L'unità di base era la enomotia, formazione composta da 24 opliti posti su 3 file di 8 uomini, comandati da 2 ufficiali detti enomotarchi posizionati in prima fila e uno detto ouragos posto in ultima fila;
- Due enomotiai formavano una pentecoste comandata da un pentecontarco;
- Quattro pentecoste formavano invece un lochos, 100 uomini al comando di un lochagos.

Senofonte fa menzione di lochoi composti da 144 elementi dove l'enomotia era formata da 3 file di 12 opliti o da 6 file di 6 opliti.
- Quattro lochoi (400 uomini) erano organizzati in una mora, comandata da un polemarco;
- Sei morai componevano un esercito.

Erodoto non parla mai di mora, quindi si presume che i lochoi potessero essere unità anche maggiori.
La mora era anche l'unità di cavalleria aggregata alla fanteria, formata da 60 uomini e comandata da un hipparmostés; venne in seguito divisa e ampliata in 2 unità di 50 uomini comandate da un oulamos, posizionate ai fianchi degli opliti, in 10 file da 5 elementi ciascuna, e denominate pempàs.
Vi era poi un contingente composto dall'élite militare spartana i cui 300 uomini venivano aggregati alla prima mora e fungevano da guardia del corpo del re. Essi venivano infatti selezionati da 3 hippagretai scelti a loro volta dagli efori.
Le reclute venivano inquadrate in un'apposita enomotia e posizionati nella mora di sinistra.
In occasione delle campagne militari gli efori, chiamati alle armi i coscritti, davano incarico al re di trarre gli auspici: se favorevoli un tedoforo portava il fuoco sacro ai confini della Laconia, dove spostato l'esercito ripeteva il sacrificio.
La marcia al di fuori della Laconia, scandita da una tromba o un corno, prevedeva che gli sciritai (montanari della Laconia armati alla leggera) svolgessero il compito di ricognizione; assistiti dopo le guerre persiane anche da un contingente di cavalleria.
In campo aperto procedevano in quadrato con la prima linea disposta a falange, come pure la retroguardia, mentre ai lati si marciava in colonna a protezione delle salmerie poste al centro. Mentre nelle strettoie si passava disposti in 2 colonne divise dalle salmerie, con i rispettivi lochoi disposti in 4 file.
Ogni combattente veniva seguito da un ilota, con fiocchi d'avena e orzo, formaggio, cipolle e carne salata per il sostentamento per 20 giorni. All'interno del proprio oplon vi era l'occorrente per dormire oltre al cambio d'abito; nelle salmerie vi era anche l'occorrente di fabbri, carpentieri e dottori.
Durante le soste non veniva costruito un campo fortificato, ma si prestava attenzione che gli iloti non rubassero le armi.
A ciascuna mora veniva assegnato uno spazio nell'accampamento, che nessuno era autorizzato a valicare nemmeno per gli esercizi fisici mattutini e serali. Al centro dell'accampamento vi era posizionato il re e lo stato maggiore, 3 spartiati vigilavano sulla sua incolumità; vicino vi erano le tende di dottori, indovini, polemarchi, suonatori di flauto, araldi, 2 pythii (coloro che consultavano l'oracolo di Delfi) e la guardia del corpo, gli hippeis.
Nel 400 a.C. circa, l'esercito spartano contava circa 4000 opliti Spartiati, meno della metà di quanti ve ne fossero tre secoli prima.

### Innovazioni di Epaminonda e Ificrate

In alto: Ordine di battaglia oplitico e avanzata.
In basso: La tattica di Epaminonda a Leuttra. L'ala sinistra rinforzata avanza mentre la destra più debole si ritira o segna il passo. I blocchi in rosso indicano il posizionamento delle truppe di élite nello schieramento.

Ciò che rappresentava il punto di forza della falange oplitica, cioè la sua compattezza per generare un muro umano impenetrabile, si rivelava una medaglia a due facce, poiché restringeva la manovrabilità e la mobilità dei reggimenti. Era così essenziale che la falange fosse adeguatamente supportata in modo da non essere colta di sorpresa ai fianchi o alle spalle (suoi talloni d'Achille), che non affrontasse l'avversario in un terreno ripido o in un bosco (dove era difficile mantenere unita la formazione) e che non venisse coinvolta in schermaglie o battaglie per logoramento.
L'ateniese Ificrate intuì che per quanto impenetrabile e composta da soldati valorosi, una falange oplitica poteva essere trattata sfruttando la sua stessa caratterizzazione contro sé stessa. Ificrate fece affidamento sulle truppe leggere che agivano da schermagliatori bersagliando di giavellotti il nemico, evitando così lo scontro diretto. I peltasti, originari della Tracia, furono la sua punta di diamante e grazie ad essi riuscì in maniera quasi indolore a distruggere persino un contingente di spartani, considerati i migliori soldati dell'antichità, semplicemente decimandoli pian piano senza che questi potessero far valere la propria superiorità nel corpo a corpo. Ificrate tentò anche di riorganizzare gradualmente gli stessi opliti, in modo da renderli meno vulnerabili a questi colpi e più flessibili dal punto di vista tattico sul campo di battaglia. Innanzitutto iniziò rendendo le lance più lunghe portandole a 3,6 metri, aumentandone il raggio d'azione. Successivamente dotò gli opliti di spade leggermente più grandi, scudi un po' più piccoli per una maggiore leggerezza ed elmi di tipo trace, che davano maggiore visibilità. Infine vennero in parte riorganizzati i ranghi per poter agevolmente mantenere una posizione difensiva anche dove era più difficile compattare la falange. Da questo modello di partenza si aggiunsero via via altre innovazioni come l'uso dello scudo ovale (thureos, soprattutto dopo le incursioni dei Galati), più maneggevole del classico aspis offrendo al contempo una buona protezione al corpo per gran parte della sua altezza.
Queste riforme resero gli opliti più efficaci sul campo di battaglia ed ispirarono lo sviluppo della falange macedone e di soldati come i tureofori. Gli opliti ificratei ottennero successi contro Persiani, Illiri, Traci e persino Romani, ma spesso non vennero adottati dalla maggior parte delle polis greche, diffidenti verso la riforma e maggiormente propense a mantenere l'oplita sullo stesso modello che combatté alle Termopili, tradizionalmente visto come esempio del libero greco in arme che combatte per la propria libertà e la propria civiltà. Forte diffidenza v'era soprattutto verso i peltasti per via del loro modo di combattere, di schermaglia, visto come poco onorevole (così come il combattere con archi e frecce).
Opliti modellati sulle idee di Ificrate divennero in ogni caso mercenari importanti presso molti eserciti dal IV al II secolo a.C., ma rimasero in numero esiguo perché l'avvento della falange macedone prima e delle legioni romane poi imposero gradualmente nuovi metodi di battaglia sempre più efficaci e sempre più dominanti.
La reale scossa d'assestamento sul piano tattico venne data dal tebano Epaminonda, che sfruttò il fatto che gli opliti facessero affidamento sulla propria spinta rendendo più profondo il fianco sinistro della falange per potenziarla. Epaminonda non ebbe mai troppa fiducia verso il modello ificrateo, nonostante anch'egli dotò i suoi opliti di lance leggermente più lunghe (e persino di armature come la Linothorax), e preferì adottare lo schema della falange obliqua mostrato nell'immagine qui di fianco, grazie al quale la falange otteneva una spinta più massiccia sulla sinistra potendo così rompere più facilmente e velocemente i ranghi nemici.
Epaminonda ottenne importanti successi, a Leuttra e a Mantinea, e le sue tattiche ispirarono il re di Macedonia Filippo II.

## Falange macedone
La falange tebana fu così perfezionata da Filippo II di Macedonia. Egli portò il numero dei soldati del corpo principale (pezeteri) a 16.384 e innovò radicalmente l'equipaggiamento.
Il simbolo della falange macedone era la sarissa, una lancia lunga 3 metri ma che in alcune varianti poteva raggiungerne anche 4. In marcia e durante l'attacco le file erano distanti 1 m l'una dall'altra, mentre solo 0,5 m nelle fasi difensive. Quando i falangiti combattevano, le file direttamente dietro quella in prima linea potevano abbassare le loro lance creando una fitta foresta di picche impenetrabile, ancora più letale di quella oplitica, mentre gli ordini inferiori mantenevano le sarisse alzate (potendo anche oscurare eventuali movimenti di truppe alle loro spalle). La sarissa era molto lunga e per questo necessitava di essere impugnata con entrambe le mani, il che però impediva di portare uno scudo troppo grande.
Ogni soldato venne perciò dotato di un piccolo scudo (pelta) legato all'avambraccio che copriva parte del suo corpo e metà del corpo del compagno alla sua destra. Ogni soldato così faceva forte affidamento sul compagno per proteggersi e l'ordine compatto diventava ancora più imprescindibile.
Con la falange macedone, il problema del fianco sinistro vulnerabile si ripresentò aumentato notevolmente, proprio per questo motivo: utilizzando lo scudo per coprire il più possibile il torso del soldato alla propria destra, non potendo usarlo con destrezza essendo il braccio sinistro impegnato a reggere la sarissa, lo "spostamento" lento e inesorabile di una falange verso destra in un campo di battaglia ne risultava accentuato e il fianco sinistro ancora più esposto. Solitamente generali come Alessandro Magno, figlio di Filippo, o i suoi successori arginarono il problema ponendo delle truppe scelte d'élite, gli Ipaspisti, scelti fra i migliori soldati e posizionati direttamente alla sinistra della falange dove combattevano secondo un ordine oplitico oppure brandendo spade per il corpo a corpo. Contemporaneamente fanteria leggera formava ulteriori ali a supporto della falange.
La vera forza della falange macedone in ogni caso non era data dalla falange stessa in una lotta per pressione come in quella oplitica, ma dall'utilizzo della stessa come "incudine" su cui stallare il nemico, che veniva poi colpito con violenza alle spalle da un "martello". Questo era composto dalla cavalleria, la cui punta di diamante era composta dai Compagni o eteri, nobili macedoni che formavano l'élite delle truppe a cavallo alessandrine, col compito di distruggere la cavalleria nemica e poi caricare alle spalle la fanteria. La tattica che ne conseguiva era difatti definita come quella dell'incudine e del martello.

### La falange nei diadochi
Alessandro, che venne detto poi il Grande, sfruttò la falange macedone e la sua cavalleria per conquistare l'Impero Persiano, ma morì a soli 32 anni lasciando il suo impero sgretolarsi fra i propri generali, detti diadochi, ciascuno dei quali si accaparrò delle regioni.
Questo periodo, detto ellenistico, vide l'incontro della civiltà greca con quella orientale, e anche gli usi e costumi militari ne furono influenzati.
Mentre alcune sporadiche città persiane e armene tentarono di formare (senza successo) propri contingenti di opliti, gli eserciti dei diadochi e dei loro successori integrarono fra le proprie file elementi nativi, dapprima come ausiliari, ma ad un certo punto anche inquadrandoli nelle stesse falangi.
Gli stati successori erano costantemente rivali fra loro, sfociando spesso in aperti conflitti in cui grandi dispiegamenti di falangi erano la norma. Questo portò i generali dei regni ellenistici a sviluppare ulteriormente le loro tecniche di guerra in funzione dello scontro fra falangi. L'innovazione fu data dalla diminuzione della lunghezza delle sarisse delle prime file e dall'aumento della lunghezza di quelle delle ultime file. In questo modo, quando le picche venivano abbassate, si generava un'ancora più fitta foresta di punte tutte questa volta posizionate più o meno nello stesso punto. Questa formazione, frontalmente, diveniva così ancora più impenetrabile e dotata di maggior spinta, caratteristiche perfette per affrontare un avversario che si basava anch'esso su falangi.
In realtà l'evoluzione fu anche a suo modo una "involuzione" poiché il rovescio della medaglia era dato dal fatto che le falangi divenivano così notevolmente più rigide e statiche, necessitanti di maggior supporto ai fianchi e ancora più vulnerabili se prese alle spalle. Finché gli avversari principali dei successori furono altri successori, il problema non si pose. Tipi di soldato come il tureoforo vennero introdotti per conferire maggiore flessibilità tattica (soprattutto in risposta agli scontri con le popolazioni celtiche che nel III secolo invasero Tracia e Anatolia), ma molti diadochi erano riluttanti ad adottarli perché ciò avrebbe comportato una rivalutazione della tradizionale arte bellica greca a scapito di quella macedone. Il nucleo di ogni esercito rimaneva la falange dotata di sarisse, persino la cavalleria diminuì di numero, andando a indebolire il "martello" delle tattiche alessandrine.
Di conseguenza, le falangi di tipo macedone si specializzarono troppo verso un determinato tipo di combattimento ma si ritrovarono svantaggiate contro eserciti molto più mobili e sviluppati per il corpo a corpo, come ad esempio quello romano, il che si sarebbe in seguito rivelato fatale per la sorte degli stessi stati ellenistici.
Tentativi di riforma vennero introdotti dai successori dopo gli scontri con Roma, ma arrivarono troppo tardi e quando questi stessi stati erano ormai reduci da anni di guerre, svuotamento delle casse e spopolamento, mentre nemici sempre più potenti e agguerriti premevano alle frontiere (Roma ad ovest, dove era diventata una potenza forte e ricca, i Parti ad est, insediandosi in Persia mentre i Seleucidi arretravano).

### Le falangi presso altri popoli
Gli Etruschi adottarono le falangi oplitiche dalle colonie greche in Italia e le diffusero presso i popoli centro italici come i Sanniti o i Latini. Anche i Romani costituirono le loro legioni sul modello oplitico, ma dopo la Battaglia delle Forche Caudine, nella quale i Sanniti sfruttarono le asperità del territorio e le loro tattiche di guerriglia per circondare e costringere alla resa i romani, riorganizzarono il proprio esercito sul modello manipolare, abbandonando formazioni oplitiche (solo i veterani che componevano il reggimento di triarii continuarono a combattere come opliti ancora per un breve periodo).
Fra i Cartaginesi, la falange oplitica era utilizzata sia dalle milizie cittadine che dalle truppe scelte della Banda sacra, ma erano una componente marginale dell'esercito perché fino alle riforme di Santippo i cartaginesi preferivano affidarsi maggiormente su truppe mercenarie (libiche, numide, iberiche).
Vi sono casi sporadici anche di utilizzo di falange macedone, come corpo d'élite composto principalmente da veterani libici, ma in numero estremamente esiguo e dal ruolo marginale. L'ultima testimonianza di un loro utilizzo è nella battaglia di Zama.
I Parti, popolazione di origine iranica, quando si insediarono in Persia e Mesopotamia reclutarono anch'essi alcune falangi di tipo macedone fra i coloni ellenici, ma unicamente per impiegare questi per compiti di guarnigione. I Parti infatti erano una popolazione dalle origini nomadi e il cuore del loro esercito era la cavalleria pesante, mentre ogni sorta di fanteria era marginale se non inesistente negli eserciti partici.
Generalmente in ogni caso nessun popolo non-successore costituì eserciti basati sulla falange macedone. L'unica eccezione era il regno del Ponto, che però si era formato in Asia Minore ed era ispirato alla civiltà ellenistica e improntato proprio su armate modellate secondo quelle dei vicini stati successori.

## Declino
Dopo aver raggiunto il proprio apice nelle conquiste di Alessandro Magno, la falange come formazione militare iniziò un lento declino, rispecchiato anche da quello degli stati successori macedoni stessi.
Le tattiche combinate utilizzate da Alessandro e suo padre vennero gradualmente rimpiazzate da un ritorno a semplici cariche frontali tipiche della falange oplitica.
Il declino dei Diadochi e della falange era strettamente connesso all'ascesa di Roma e della legione romana, dal III secolo a.C. Prima della formazione della Repubblica romana, i Romani impiegarono loro stessi delle falangi (di tipo oplitico), ma gradualmente svilupparono tattiche più flessibili risultanti nella legione a tre linee del periodo repubblicano centrale. La falange continuò ad essere utilizzata dai Romani solamente per la loro terza linea militare, quella dei Triarii, riserve di veterani armate con hastae o lance. Roma avrebbe alla fine conquistato tutti gli stati successori macedoni e le varie città-stato e leghe greche. Questi territori vennero incorporati nella Repubblica Romana, e dal momento in cui gli stati ellenici cessarono di esistere, così fecero gli eserciti basati sull'impiego della tradizionale formazione a falange.
Di conseguenza, soldati reclutati da queste regioni dai Romani vennero equipaggiati e combatterono in linea con il sistema manipolare romano.
Comunque la falange, come tattica militare, non scomparve. È discutibile se la falange fosse obsoleta alla fine della sua storia. In alcune delle principali battaglie fra l'esercito romano e le falangi ellenistiche, come a Pidna (168 a.C.), Cinocefale (197 a.C.) e Magnesia (190 a.C.), la falange si comportò relativamente bene contro le forze romane, inizialmente respingendone la fanteria. Tuttavia, a Cinocefale e Magnesia, il fallimento nel difendere i fianchi della falange condusse alla sconfitta finale, mentre a Pidna, la perdita di coesione della falange per inseguire i soldati romani in fuga consentì a questi di riorganizzarsi e penetrare la formazione ellenica, dove poterono sfruttare il proprio vantaggio nel corpo a corpo rivelatosi poi decisivo.
Truppe dotate di lance continuarono ad essere importanti elementi in tutti gli eserciti fino all'avvento di armi da fuoco affidabili, ma non combatterono più nello stile della tradizionale falange macedone. Tuttavia un significativo paragone può essere fatto fra la falange e le formazioni di picchieri del basso medioevo. Tuttavia tatticamente (essendo utilizzate principalmente contro la cavalleria) e organizzativamente erano chiaramente distinte dalla falange ellenica.

## Medioevo e Rinascimento
Tra il XV e il XVI secolo le fanterie olandesi, spagnole, svizzere e tedesche assunsero formazioni simili a quelle delle antiche falangi greche, con nutrite schiere di picchieri, col ruolo principale di contrastare la cavalleria. La formazione di stampo falangitica forse più famosa ed efficace di tutto il medioevo fu lo schiltron scozzese.